# Schlomo Friedrich Rülf
Salomon „Schlomo“ Friedrich Rülf (geboren 13. Mai 1896 in Braunschweig; gestorben 13. August 1976 in Vevey) war ein deutsch-israelischer Rabbiner und Schriftsteller, der nach der Auswanderung nach Palästina als Lehrer und Schulleiter in Israel wirkte.

## Herkunft
Schlomo Friedrich Rülf entstammte einer weitverzweigten sephardisch-stämmigen Rabbinerfamilie in Deutschland. Die Vorfahren waren nach der Vertreibung von der Iberischen Halbinsel (1492) in das ehemalige Reichsdorf Rauischholzhausen bei Marburg gekommen und hatten in napoleonischer Zeit den Familiennamen nach dem ihrem Haus benachbarten „Rülfbach“ übernommen. Sie waren als Ackerbürger eingetragen und betrieben Landwirtschaft und Viehhandel, bis die ersten Söhne der Familie im 19. Jahrhundert das Dorf verließen, um über Marburg den Weg zu einer akademischen Laufbahn zu finden. Zu den studierten Vertretern des Namens Rülf gehörte Schlomos Vater Gutmann Rülf, Landesrabbiner des Herzogtums Braunschweig, dessen Vetter Isaak Rülf (1831–1902), Landesrabbiner in Memel und Publizist, sowie der Bruder des ersteren, Moses Rülf (1855–1934), Religionslehrer und Gemeindesekretär in Nürnberg.

## Rabbiner in Deutschland
Schlomo Rülf wuchs in Braunschweig auf. Nach dem Abitur 1914 studierte er am Jüdisch-Theologischen Rabbinerseminar der Fränckel'schen Stiftung in Breslau und Philosophie an der Universität Breslau. Zu seinen Lehrern gehörten Richard Hönigswald, Eugen Kühnemann und besonders Julius Guttmann. Nach dem Abschluss und einer Promotion in Erlangen arbeitete er ab 1922 als Rabbiner am Hamburger Tempel. 1923 heiratete er Anneliese Neumann aus Breslau, mit der er drei Söhne, Helmut (später Jizchak) (* 1925), Josef (* 1928) und Jochanan (* 1931) hatte. 1926 wurde Schlomo Friedrich Rülf als Distriktsrabbiner nach Bamberg berufen, wo er zeitweise auch als Vorsitzender der jüdischen Jugendverbände Bayerns amtierte, 1929 übernahm er die jüdische Gemeinde in Saarbrücken. Nachdem seine Frau 1932 verstorben war, ging er Ende 1933 eine zweite Ehe mit der Rabbinertochter Ruth Unna (* 1904) ein, aus der zwei Kinder, Binjamin (* 1934) und Jedida (* 1940) hervorgingen.
Die Erfahrung der nationalsozialistischen Propaganda aus Anlass der Volksabstimmung über das Saarland und der Eindruck von der Machtlosigkeit des Völkerbundes wurden 1934/35 für Rülf zum ausschlaggebenden Erlebnis für die Entscheidung zur Emigration.

## Lehrer und Erzieher in Israel
1935 wanderte er mit seiner Familie nach Palästina aus, wo er sich als Lehrer ausbilden ließ und zunächst in Jerusalem, dann an der landwirtschaftlichen Schule Mikwe Israel bei Cholon wirkte und sich schließlich in der vorwiegend von aus Deutschland eingewanderten Juden aufgebauten Agrarsiedlung Naharija niederließ.
In Naharija setzte sich Rülf zunächst als Lehrer und dann als Leiter der Chaim-Weizmann-Schule gegen manche Widerstände für den Aufbau eines hebräischen Bildungswesens für die vorwiegend deutschsprachigen Einwandererfamilien ein. Seine Autobiografie schildert die vielen Schwierigkeiten, mit denen er dabei umzugehen hatte: die Probleme bei der Erziehung von Schülern, die sich nach dem Erlebnis der deutschen Verfolgung und Vertreibung nur schwer der Schuldisziplin unterordneten; die Widerstände von Eltern, ehemaligen Akademikern, die nach der Vertreibung aus ihren früheren Berufen ihren Lebensunterhalt im Landbau erwirtschafteten und den Nutzen von Allgemeinbildung nicht mehr anerkennen mochten; schließlich die Bildungsfeindlichkeit einer Gemeindeleitung, die angesichts der vielen praktischen Nöte der Gemeinde nur ungern Gelder für Lehrmittel und Lehrergehälter erübrigen wollte. 1951 unterbrach er zeitweise seine Lehrtätigkeit, um einer Einladung nach Deutschland zu folgen und beim Wiederaufbau seiner früheren Gemeinde in Saarbrücken mitzuwirken.
Seinen Rabbinerberuf übte Rülf in Naharija ehrenamtlich aus, bis dort ein hauptamtlicher Rabbiner angestellt wurde. Rülf gründete später in Naharija eine liberale Synagogengemeinde.

## Sonstiges
Zum Gedenken an die Verdienste Rülfs wurde nach ihm die Friedrich-Schlomo-Rülf-Medaille benannt, die von der Christlich-Jüdischen Arbeitsgemeinschaft des Saarlandes (CJAS) als Auszeichnung an Personen, Institutionen oder Initiativen vergeben wird, welche sich um die Verständigung zwischen Juden und Christen verdient gemacht haben.
In Saarbrücken beschloss der Bezirksrat Mitte am 4. September 2008, zu Ehren Rülfs den vor dem Saar-Center neu zu gestaltenden Platz „Rabbiner-Rülf-Platz“ zu benennen und ein Mahnmal für die in der Zeit des Nationalsozialismus ermordeten saarländischen Juden zu errichten. Das von Ariel Auslender gestaltete Kunstwerk „Der unterbrochene Wald“ wurde am 12. November 2013 eingeweiht und ist das zentrale Holocaust-Mahnmal des Saarlandes.

## Veröffentlichungen
- Die seelische Situation der jüdischen Jugend in Deutschland. In: Menorah. Jüdisches Familienblatt für Wissenschaft, Kunst und Literatur. Jahrgang 9 (Wien 1931), Heft 11–12, S. 545–556.
- Paul Lazarus Gedenkbuch. Beiträge zur Würdigung der letzten Rabbinergeneration in Deutschland. Jerusalem Post Press, Jerusalem 1961.
- Weg der Geretteten. Erzählung aus Israel. Ner-Tamidverlag, Frankfurt a. M. 1963 (Hebräisch דרך הגאולים. ספור מימי העפלה והגנה. Jerusalem 1965).
- Ströme im dürren Land. Erinnerungen. Deutsche Verlags-Anstalt, Stuttgart 1964 (Hebräisch במדבר מים. ששים שנות חיים ומעש. Jerusalem 1969) (Neuausgabe mit einem Nachwort von Herbert Jochum: Röhrig Universitätsverlag, St. Ingbert 2014, 2. Auflage, ISBN 978-3-86110-571-8).
- Kindheit in Braunschweig. In: Richard Moderhack (Red.), Brunsvicensia Judaica. Gedenkbuch für die jüdischen Mitbürger der Stadt Braunschweig, 1933–1945. Waisenhaus-Verlag, Braunschweig 1966.